# フェイサル・ベン・アメド
フェイサル・ベン・アメド（Fayçal Ben Ahmed、1973年3月7日 - ）は、チュニジアの元サッカー選手。元チュニジア代表。ポジションはミッドフィールダー。

## 来歴
1998年5月に親善試合でチュニジア代表デビュー。翌月の1998 FIFAワールドカップにも出場した。2000年までに8試合に出場した。

## 代表歴

### 出場大会
- チュニジア代表
  - 1998 FIFAワールドカップ

### 試合数
- 国際Aマッチ 8試合 0得点（1998年-2000年）[1]

| チュニジア代表 | 国際Aマッチ | 国際Aマッチ |
| 年             | 出場        | 得点        |
| -------------- | ----------- | ----------- |
| 1998           | 4           | 0           |
| 1999           | 1           | 0           |
| 2000           | 3           | 0           |
| 通算           | 8           | 0           |